# Karanjal, Khanapur
Karanjal là một làng thuộc tehsil Khanapur, huyện Belgaum, bang Karnataka, Ấn Độ.